# Linda Murri
Linda Murri, all'anagrafe Teodolinda Murri (Fermo, 12 settembre 1871 – Roma, 4 dicembre 1957), figlia del cattedratico e clinico di fama internazionale Augusto Murri, fu protagonista con i suoi familiari del Caso Murri, che ebbe vasta risonanza presso l'opinione pubblica e che si concluse con la sua condanna per complicità con il fratello Tullio per l'assassinio del marito il conte Francesco Bonmartini.

## Biografia
Linda Murri era stata educata dal padre Augusto, progressista repubblicano, ai valori della cultura laica e del libero pensiero. Dopo una deludente storia d'amore con un allievo del padre, Carlo Secchi, era stata mandata ospite da Teresa Crovato un'amica di famiglia che le aveva fatto conoscere il conte Francesco Bonmartini, appartenente a una famiglia di sentimenti clericali e reazionari dell'aristocrazia terriera veneta. Il giovane si era presentato come un amabile e assiduo corteggiatore che la Crovato descriveva come onesto e molto ricco. Linda esitava a pronunciarsi ma alla fine, convinta anche dalla madre, accettò nel 1892 di fidanzarsi. 
La fitta corrispondenza che la giovane intrecciò con il fidanzato rivelò la vera natura grossolana e volgare di Bonmartini che nonostante tutto ella sposò il 17 ottobre 1892. Gli sposi si stabilirono a Padova nella casa del conte: un'abitazione cupa e scomoda dove l'unico ruolo che vi doveva svolgere Linda era, a parere del marito, quello di fare la calza. 
La prima figlia che nacque dal matrimonio fu quasi ripudiata dal conte che desiderava un maschio che, rachitico e malaticcio, Linda partorì nel gennaio del 1896. Nel frattempo Bonmartini aveva deciso di laurearsi in medicina e, essendo privo di diploma, aveva chiesto di favorire la sua iscrizione all'università al suocero che aveva decisamente rifiutato. Il conte riuscì tuttavia per suo conto a frequentare l'università di Camerino dove si accinse a laurearsi.
I continui litigi tra i coniugi Bonmartini alla fine portarono alla separazione legale chiesta da Linda che la ottenne il 26 ottobre 1899. La giovane intanto aveva iniziato una relazione con Carlo Secchi, l'uomo che aveva amato da fanciulla e che ora poteva frequentare assiduamente con la complicità di una sua cameriera Tisa Borghi, anche lei già amante per breve tempo dello stesso uomo. 

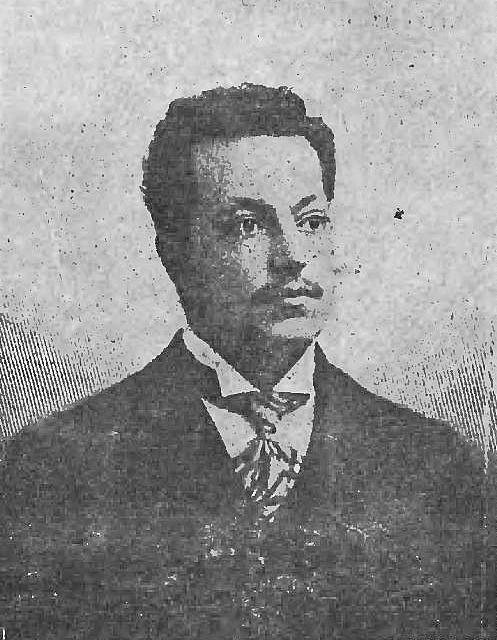
Tullio Murri

Bonmartini si era intanto laureato e il fratello di Linda, Tullio, che dopo quella in Giurisprudenza aveva conseguito una seconda laurea in lettere, si incontrava spesso con la sorella, alla quale era legato da un affetto ossessivo, per scambiarsi reciproche confidenze. Tullio aveva inoltre iniziato la sua carriera politica ottenendo la carica di consigliere municipale sconfiggendo alle elezioni Giosuè Carducci Bonmartini nel frattempo premeva senza esito sul recalcitrante suocero per ottenere un incarico come suo assistente presso l'Università di Bologna. Nel 1902 parenti e amici, lo stesso Tullio, cercarono di far pacificare i coniugi che si riconciliarono con il tacito accordo di continuare a vivere ciascuno la propria vita..
Bonmartini continuava a insistere per ottenere l'incarico di assistente e minacciava Linda che se non l'avesse aiutato a ottenere presso il padre quanto chiedeva si sarebbe trasferito a Padova portando con sé i figli. Linda raggiunse il marito in vacanza a Venezia con i figli dalla Svizzera dove era andata con Carlo Secchi per curarsi un occhio malato portando con sé come governante Rosina Bonetti, l'amante del fratello Tullio che si convinceva sempre di più che il Bonmartini doveva essere eliminato prima che avesse portato sua sorella alla morte per disperazione.
Il 28 agosto 1902 il cadavere in avanzato stato di decomposizione del conte Bonmartini, venne rinvenuto nella sua abitazione bolognese dalla portinaia. Bonmartini era stato assassinato a colpi di pugnale. Le indagini della polizia portarono alla scoperta di un piccolo appartamento vicino a quello del conte che era stato preso in affitto da Linda sotto falso nome e di cui si era servita per incontrare Carlo Secchi.
Senza aspettare i funerali del marito, Linda, il cui rapporto adulterino era ormai a conoscenza dei giornali che ne trattavano ampiamente, si rifugiò per sfuggire allo scandalo con la famiglia in Svizzera, da dove la riporterà a Bologna lo stesso professor Augusto Murri che, l'11 settembre, denuncerà Tullio come autore dell'omicidio che il figlio gli aveva confessato in una lettera.
Linda venne incarcerata in seguito all'arresto del fratello e dei suoi complici, la di lui amante Rosina Bonetti e il medico Pio Naldi, oltre all'amante di Linda, Carlo Secchi, accusati di aver organizzato assieme l'omicidio di Bonmartini. Il processo iniziò il 21 febbraio 1905 a Torino e si concluse il 12 agosto con la condanna di Linda Murri per complicità. Nel 1906 il re Vittorio Emanuele III concesse la grazia a Linda Murri per ricompensare Augusto Murri di aver salvato da morte per tifo la principessa Mafalda, figlia del sovrano.
Linda in seguito si risposò con Francesco Egidi, già precettore dei suoi figli e cultore di temi connessi con la Ricerca Psichica (o Parapsicologia). La donna si ritirò per alcuni anni nella tenuta di famiglia a Porto San Giorgio, dalla quale di poi si trasferì in Roma. Nell'ultima parte della sua esistenza terrena, scrisse - anche sotto pseudonimo - due libri: di commento al Vangelo di Luca e di Metapsichica (in questo campo, mediante collaborazione con Gastone De Boni, discepolo e continuatore dell'opera di Ernesto Bozzano). Colta da paralisi nel 1950, morì nel 1957.

## Influenze nella cultura di massa
- Durante il processo, la poetessa Ada Negri, quasi coetanea di Linda Murri, dedica alla donna la poesia Per un'accusata.